# Punta Cruvin
La Punta Cruvin (2.690 m s.l.m.) o Punta Cruin è una vetta delle Alpi Graie.

## Descrizione

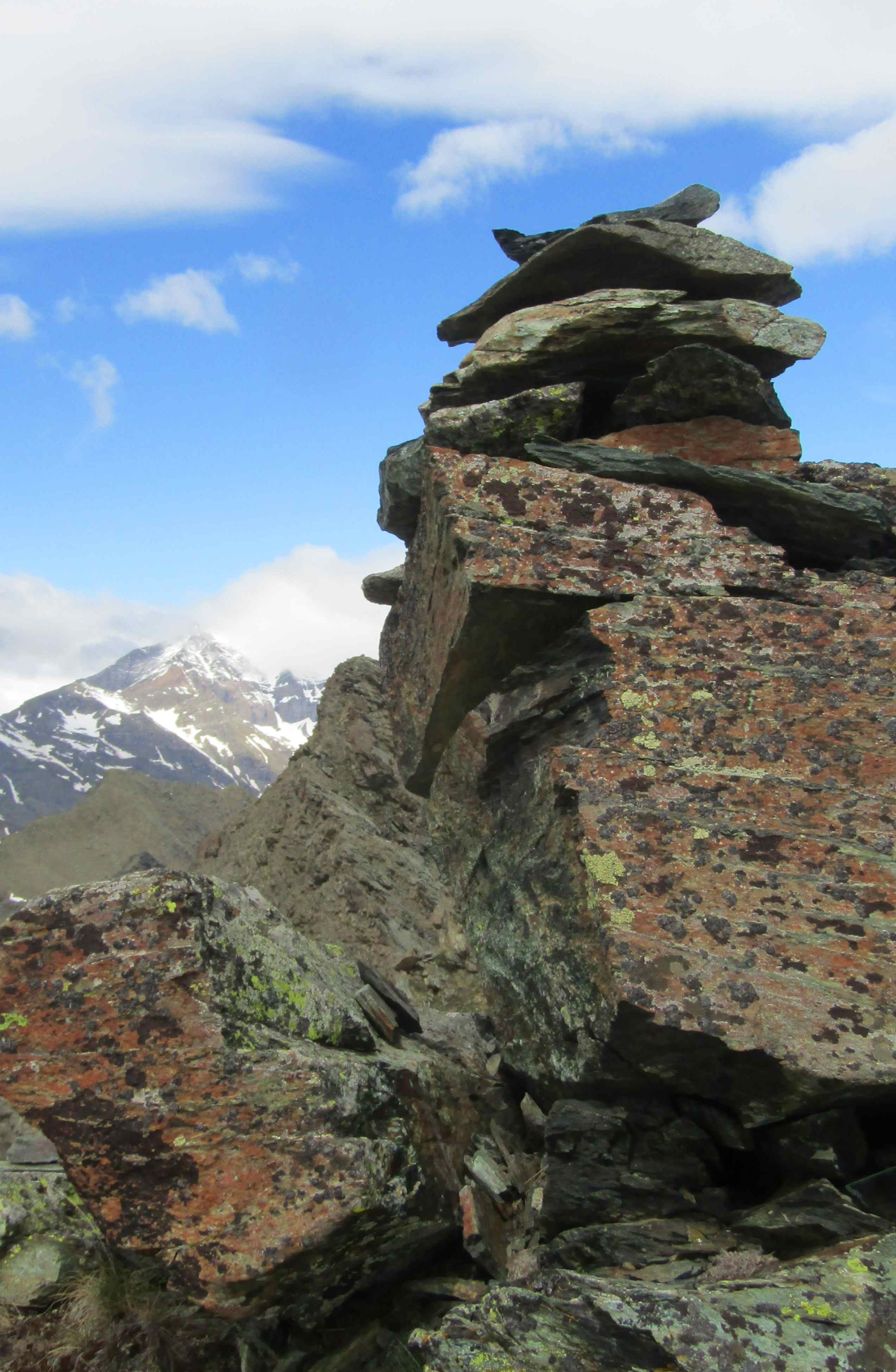
L'ometto sulla cima della montagna.

La montagna si trova in Piemonte lungo lo spartiacque tra la valle di Viù e la valle di Susa e rappresenta il punto di incontro tra i territori comunali di Usseglio, Bruzolo e Condove  (tutti e tre nella città metropolitana di Torino). A nord-est una insellatura alla quota di circa 2630 metri la divide dalla vicina Punta Lunella, mentre in direzione nord-ovest la cresta continua verso la Rocca del Forno (2.772 m) e la Grand'Uja.

## Accesso alla cima
La punta può essere raggiunta con partenza dalla cappella di Prarotto, in comune di Condove, lasciando il sentiero che raggiunge la Punta Lunella e salendo alla cima per il versante sud lungo tracce di passaggio non segnate. Questa via di salita non presenta difficoltà alpinistiche.